# 木里香茶菜
木里香茶菜（学名：Isodon muliensis）也称为雪花香茶菜、短锥香茶菜，为唇形科香茶菜属下的一个种。